# اچ‌ام‌اس مرسی (۱۸۱۴)
اچ‌ام‌اس مرسی (۱۸۱۴) (به انگلیسی: HMS Mersey (1814)) یک کشتی بود که طول آن ۱۰۸ فوت ۶ اینچ (۳۳٫۱ متر) بود. این کشتی در سال ۱۸۱۴ ساخته شد.